# タフムーラス

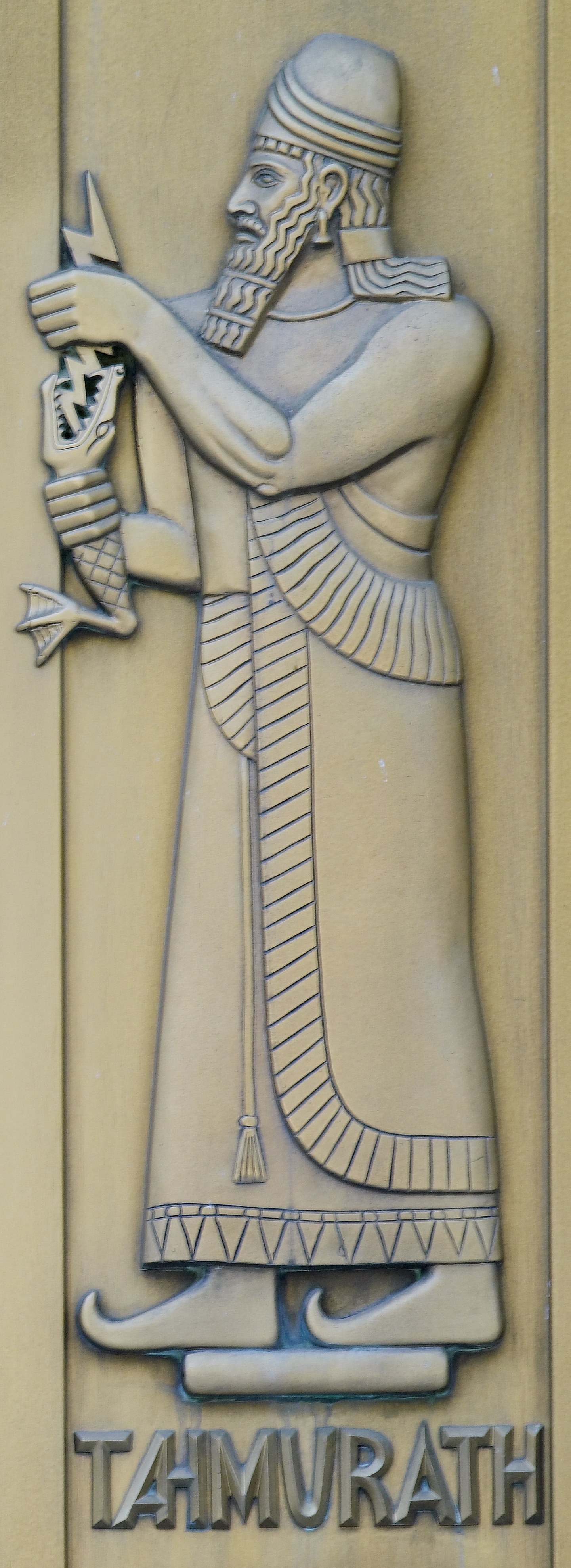
タフムーラス

タフムーラスは、ペルシアの叙事詩『シャー・ナーメ』に登場する、古代イランの第3代目の王である。フーシャング王の子で、ジャムシード（『アヴェスター』における聖王イマ）の父とされる。また悪魔の束縛者であり、アフリーマンに騎乗して、世界中を駆け巡ったという伝説の持主である。
『シャー・ナーメ』によるとタフムーラス王は30年間王位にあり、その間に野生の動物を捕らえて訓練し、戦いに用いることを初めて行った。
また王にはシーダースプという大変敬虔な宰相がおり、悪魔たちを縛りつけ、王に悪魔を寄せつけなかった。そこでタフムーラスもアフリーマンを鎖につないで鞍をつけ、アフリーマンにまたがって世界を1周した。ところが王のいない間にシーダースプの捕らえた悪魔たちが逃げ、王宮を占拠した。王は急いで戻ってきて、軍を率い、悪魔たちを呪術で縛り、打ち倒していった。すると悪魔たちは秘術と引き換えに命乞いを始め、解放された悪魔たちは王に文字を教えた。
ところで、タフムーラスがアフリーマンに乗ったという伝説には続きがある。王は恐怖心を感じないことによってアフリーマンを支配し続けたが、それを知ったアフリーマンは王妃に自分を解放してくれるように頼み込んだ。そうとは知らずタフムーラスは王妃に、アフリーマンに乗っているとき、エルブルス山を通りかかると不安になる、と話してしまった。王妃はすぐにこのことを伝えたので、アフリーマンはこれを利用して王を傷つけたという。
より古い伝説では、イランの王タクマ・ウルパはアグラマニシュ（アフリーマン）を馬の形にして騎馬としたが、30年後に馬に喰い殺されたという。
大林太良はこの伝説を王殺しの馬として比較研究している。